# Châtel-de-Joux
Châtel-de-Joux település Franciaországban, Jura megyében. Lakosainak száma 49 fő (2022. január 1.). Châtel-de-Joux Saint-Maurice-Crillat, Étival, Clairvaux-les-Lacs, La Frasnée, Hautecour, Meussia, Soucia, Thoiria és Nanchez községekkel határos.

## Népesség
A település népességének változása:
| Lakosok száma | 72   | 66   | 59   | 50   | 54   | 52   | 51   | 53   | 52   | 49   |
|               | 1968 | 1982 | 1990 | 2006 | 2013 | 2015 | 2017 | 2019 | 2020 | 2022 |